# Radeče község
Radeče község (szlovénül Občina Radeče) Szlovénia 212 alapfokú közigazgatási egységének, azaz községének egyike a Posavska statisztikai régióban. A település székhelye Radeče város. A község területe Alsó-Krajna (a Száva jobb partján fekvő terület) régió része. Radeče 1994-ben vált községgé.

## Települések
A községhez Radeče székhelyen kívül a következő települések tartoznak:
- Brunk
- Brunška Gora
- Čimerno
- Dobrava
- Goreljce
- Hotemež
- Jagnjenica
- Jelovo
- Log pri Vrhovem
- Loška Gora
- Močilno
- Njivice
- Obrežje
- Počakovo
- Prapretno
- Rudna Vas
- Stari Dvor
- Svibno
- Vrhovo
- Zagrad
- Zavrate
- Žebnik

## Népesség
| Lakosok száma | 4506 | 4517 | 4471 | 4450 | 4356 | 4308 | 4265 | 4201 | 4169 | 4142 |
|               | 2008 | 2009 | 2011 | 2012 | 2013 | 2015 | 2016 | 2017 | 2019 | 2020 |